# Cousances-les-Forges
Cousances-les-Forges è un comune francese di 1 734 abitanti situato nel dipartimento della Mosa nella regione del Grand Est.

## Società

### Evoluzione demografica
Abitanti censiti